# Pedro Collado Peralta
Pedro Collado Peralta, (Villanueva de los Infantes, Ciudad Real, fines del siglo XVI - Antequera, 1641), humanista y pedagogo español.

## Biografía
Nació en Villanueva de los Infantes, aunque se casó en Alcaraz, donde desempeñó la cátedra de latinidad desde el 10 de octubre de 1623. Desde 1635 hasta su muerte en 1641 estuvo en Antequera con igual función. Publicó en Valencia en 1630 su Explicación del libro cuarto del arte nuevo de gramática de Antonio, es decir, de Nebrija. También escribió un arbitrio sobre la reforma de los estudios de gramática contra la propuesta esbozada por Pedro Fernández de Navarrete; pero de nada sirvió su escrito porque la norma de suprimir tales estudios en los pueblos pequeños salió adelante causando grave perjuicio a la enseñanza elemental y media. 